# Flugplatz Friesach/Hirt
Flugplatz Friesach/Hirt är en privat flygplats i Österrike.   Den ligger i distriktet Sankt Veit an der Glan och förbundslandet Kärnten, i den centrala delen av landet, 200 km sydväst om huvudstaden Wien. Flugplatz Friesach/Hirt ligger 615 meter över havet.